# Староперуново
Староперуново — село в Тальменском районе Алтайского края. Административный центр Староперуновского сельсовета.

## История
Основано в 1776 году. В 1928 году село состояло из 159 хозяйств, основное население — украинцы. В административном отношении являлось центром Староперуновского сельсовета Тальменского района Барнаульского округа Сибирского края.

## Население
| 1926 | 1997 | 1998 | 1999 | 2000 | 2001 |
| ---- | ---- | ---- | ---- | ---- | ---- |
| 732  | ↘425 | ↗438 | ↘409 | ↗445 | ↘422 |
| 2002 | 2003 | 2004 | 2005 | 2006 | 2007 |
| ↗426 | ↗427 | ↘379 | ↗451 | ↗464 | ↘453 |
| 2008 | 2009 | 2010 | 2011 | 2012 | 2013 |
| ↗467 | ↘458 | ↘449 | ↘447 | ↗451 | ↗452 |

### Национальный состав
Согласно результатам переписи 2002 года, в национальной структуре населения русские составляли 92 %.